# 石川県道284号小木時長線
石川県道284号小木時長線（いしかわけんどう284ごう おぎときながせん）は、石川県鳳珠郡能登町地内にある一般県道（石川県道）である。

## 路線概要
- 起点：石川県鳳珠郡能登町字小木15字1番1地先（＝小木九十九交差点・石川県道35号能都内浦線上）
- 終点：石川県鳳珠郡能登町字山中9字2番5地先（＝国道249号交点）

## 歴史
- 1975年（昭和50年）3月31日：路線認定。

## 接続道路
- 石川県道35号能都内浦線（小木九十九交差点、鳳珠郡能登町小木：起点）
- 石川県道283号小木小木港線（小木南交差点、能登町小木）
- 石川県道35号能都内浦線（能登町真脇）
- 国道249号（能登町山中：終点）

## 重複区間
- 石川県道35号能都内浦線（鳳珠郡能登町小木・小木九十九交差点：起点 - 同町真脇・真脇トンネル西口）

## 周辺
- 小木港
- 日和山公園
- 能登漁火ユースホステル
- 能登町立小木小学校
- 能登町立小木中学校
- 小木郵便局
- 能登町立真脇小学校
- 真脇遺跡
- 真脇遺跡公園
  - 加夢加夢ランド
- 縄文真脇温泉
- 真脇ポーレポーレ
- 珠洲中継局